# HDCAM
HDCAM — формат профессиональной цифровой видеозаписи высокой чёткости семейства Betacam, представленный фирмой Sony в 1997 году. Является дальнейшим развитием формата Digital Betacam, поддерживающего стандартную чёткость и позволяет получать изображения исключительно высокого качества с прогрессивным или чересстрочным разложением. Он соответствует требованиям ТСЧ (SDTV) и ТВЧ (HDTV) и представляет собой эффективное решение для телевещания и кинопроизводства в современных форматах 24p, 25p, 30p и 50i, 60i.
В формате используется 8-битный цифровой поток видеоданных с частотой выборки (дискретизации) 3:1:1 для сигналов яркости и цветности. Для уменьшения избыточности сигнала используется внутрикадровая видеокомпрессия на основе дискретного косинусного преобразования (DCT). Видео записывается с разрешением 1440×1080 пикселей с обеспечением совместимости стандарту 1080i и дополнительной поддержкой возможностей записи прогрессивных кадров в сегментированном виде и работе с кадровой частотой 24 (23,98) кадров/с. Кодек HDCAM использует «прямоугольные» пиксели и при отображении изображение «растягивается» до эквивалента 1920×1080 пикселей. Цифровая предварительная фильтрация и динамическое назначение бит для яркостной и цветовой компонент (на основе статистического анализа содержания изображения) и умеренный коэффициент сжатия 7:1 обеспечивают цифровой поток 144 Мбит/с.
Кассеты HDCAM отличаются ярко-оранжевой антистатической крышкой.

## Технические характеристики
Видео
- Внутреннее разрешение — 1440×1080 пикселей;
- Глубина цвета — 8 бит;
- Частота выборки (дискретизации) — 3:1:1;
- Компрессия — внутрикадровое ДКП
- Поток данных — 144 Mбит/с;
- Внешнее отображение — 1920×1080 пикселей;
- Отношение сторон пикселя — 1.33:1;
- Соответствие стандарту — 1080i-совместимый
- Кадровая частота — 24p, 25p, 30p и 50i, 60i.

Звук
- Частота дискретизации, — 48 кГц
- Квантование — 20 бит
- Число каналов — 4

Параметры носителя
- Ширина ленты — 12,65 мм
- Рабочий слой — металлопорошковый (1550 Э)
- Размеры кассет:

- S — 156×96×25 мм;
- L — 245×145×25 мм

- Толщина ленты — 14 мкм
- Скорость ленты — 96,7 мм/с
- Частота вращения барабана головки — 90 Гц
- Относительная скорость записи — 22,9 м/с
- Шаг дорожек — 22 мкм
- Минимальная длина волны — 0,49 мкм
- Плотность записи — 121 Mбит/дюйм²
- Время записи на кассеты:

- S — 50 мин.;
- L — 155 мин.